# Cerkev San Michele in Foro
San Michele in Foro je rimskokatoliška cerkev, bazilika v Lucci v Toskani v osrednji Italiji, zgrajena na antičnem rimskem forumu. Do leta 1370 je bil v njej sedež Consiglio Maggiore (glavnega sveta), najpomembnejše skupščine občine. Posvečena je nadangelu Mihaelu.

## Zgodovina
Cerkev je prvič omenjena leta 795 kot ad foro ('na forumu'), posvečena sv. Mihaelu. Kasneje sta ji bili priključeni bolnišnica in samostan.
Predelava prvotne arhitekture se je začela okrog leta 1070 - pobudo naj bi dal papež Aleksander II. - in se nadaljevala vse do 14. stoletja. Dela za novo romansko cerkev s tremi ladjami, ki jih med seboj ločijo stebri s korintskimi in kompozitnimi kapiteli ter apsido v zaključku glavne ladje, so bila v teku sredi 12. stoletja.
Hkrati s to fazo gradnje so nad južnim krakom transepta zgradili zvonik, zgrajen v 12.-14. stoletju, z vrsto enojnih, dvojnih in trojnih oken. Zadnje nadstropje je med letoma 1364 do 1368 odrezal Giovanni dell'Agnello, dož iz Pise, ker bi lahko zvok njegovih zvonov slišal do Pise in to je bil znak premoči nad mestom Alfea.
Poleg tega je bil v srednjeveškem obdobju dostop do cerkve mogoč le s prečkanjem lesenega mostu, imenovanega Ponte al Foro, ki je šel čez kanal, ki je prečkal trg, Fossa Natali.
Dela na sv. Mihaelu je na začetku 13. stoletja izvedel Guidetto; artikuliran je bil sestav, sestavljen iz prekrivajočih se lož z obsežnimi posegi, na stebrih kot na zidu, bas reliefnih ali Inkrustacijskih okraskov. Ta poseg je značilen predvsem za dvobarvnost, sklenjeno v zgornjem delu ob koncu 13. stoletja, z zdaj gotskim okusom, podčrtanim ne le zaradi slogovnih sprememb v okrasnem sestavu, temveč tudi zaradi pozicioniranja na vrhu fasade treh kipov, ki kot zvončki poudarjajo njeno navpičnost.

## Opis

### Zunanjost
San Michele ima tloris latinskega križa, na oblikovanje fasade pa je močno vplival romanski pisanski slog. Fasada je okrašena s štirimi vrstami pritlikavskih galerij, nadgrajena pa je z velikim marmornatim kipom nadangela Mihaela s kovinskimi krili, ki je prikazan kako s sulico premaguje zmaja. Ob straneh stojita še dva angela. Legenda iz Lucce pripoveduje, da je v posebnih svetlobnih razmerah iz kipa videti zeleno iskrico; po legendi naj bi bil smaragd, postavljen v starodavnih časih in nikoli najden. Nekateri viri, večinoma starejših prebivalcev mesta, potrjujejo, da so videli izmuzljivo iskrico, vendar nikoli ni bilo dokazano, da je v delu postavljena smaragd kar je zelo malo verjetno.
Na fasadi so slepe arkade, ki kažejo povezanost s pisanskim slogom "buscheto" (po arhitektu stolnice v Pisi). Okraski fasadnih portalov, pa tudi južne apsidalne glave, so med najpomembnejšimi primeri skulpture v Lucci iz prve polovice 12. stoletja.
Na dvanajstem stebru z leve strani prvega reda na fasadi je upodobljen obraz Ettrude, ki je bila opatinja cerkve v langobardskem obdobju 
Zunanja stran cerkve je v prvem vrstnem redu označena s slepimi arkadami na stebrih z rastlinskimi kapiteli, na katere je v apsidi nadgrajena arhitrirana loža, in rožno okno.
Zvonik je postavljen na desni transept. Ima pravokotni tloris, struktura stene z višino rahlja, fasada je lepo členjena.

### Notranjost
Notranjost je triladijska stebrna bazilika, s transeptom in polkrožno apsido. Konstrukcijo pokriva banjast obok z lunetami. Pod oltarjem so kripte. Med ohranjenimi umetninami je treba omeniti naslednje:
- Marija z otrokom (v tehniki glazirana terakota), avtor Andrea della Robbia;
- Pala Magrini Filippina Lippija, ki predstavlja svetnike sv. Roka, Boštjana, Hieronima in Heleno;
- visoki relief Device, ki ga je izklesal Raffaello da Montelupo.

## Galerija
- Detajl zvonika
- Zahodna fasada
- Panorama
- Zvonik
- Kip Francesco Burlamacchi
- Veduta na cerkev
- Notranjost